# Kingdom Arena
Kingdom Arena (араб. المملكة أرينا, трансліт. al-Mamlakah 'Arina), також відома як Boulevard Hall (араб. قاعة البوليفارد, трансліт. qaeat albulifard) під час будівництва — футбольний стадіон, розташований у районі Хіттін в Ер-Ріяді, Саудівська Аравія. Стадіон вміщує 30 000 глядачів у своїй футбольній конфігурації та має розсувний дах.

## Історія
Стадіон був побудований за 180 днів і вміщує 30 000 глядачів, включаючи 20 розкішних лож. Він має розсувний дах і чотиристоронній відеоекран, підвішений у центрі. У вересні 2023 року компанія Kingdom Holding Company отримала права на управління стадіоном як домашньою ареною футбольного клубу «Аль-Гіляль». В рамках угоди вона також отримала права на назву стадіону.
Першим футбольним матчем, зіграним на стадіоні, став товариський матч 29 січня 2024 року (відповідає Кубку сезону Ер-Ріяда 2024 року) між «Аль-Гілялем» та «Інтер» (Маямі), який закінчився перемогою «Аль-Гіляла» з рахунком 4–3.
8 лютого 2024 року стадіон отримав два рекорди Гіннесса — за найбільший критий футбольний стадіон і найбільшу місткість критого стадіону.

## Події

### Бокс
- 28 жовтня 2023 року — Тайсон Ф'юрі проти Френсіса Нганну
- 23 грудня 2023 року — Ентоні Джошуа проти Отто Валліна[en]
- 8 березня 2024 року — Ентоні Джошуа проти Френсіса Нганну
- 18 травня 2024 року — Тайсона Ф'юрі проти Олександра Усика
- 1 червня 2024 року — Queensberry проти Matchroom 5v5
- 12 жовтня 2024 року — Артур Бетербієв проти Дмитра Бівола[en]
- 21 грудня 2024 року — Олександр Усик проти Тайсона Ф'юрі II

### Змішані єдиноборства
- 24 лютого 2024 року — PFL проти Bellator
- 22 червня 2024 року — UFC on ABC: Віттакер проти Аліскерова[en]

### Футбол
- 29 січня 2024 року — «Аль-Гіляль» проти «Інтер» (Маямі)
- 1 лютого 2024 року — «Ан-Наср» проти «Інтер» (Маямі)
- 8 лютого 2024 року — «Аль-Гіляль» проти «Аль-Наср».
- 27 вересня 2024 року — «Аль-Аглі» проти «Замалек»

### Кубок серед жінок
Фінал Кубка САФФ серед жінок
- 28 березня 2024 року — «Аль-Аглі» проти «Аль-Шабаб»